# 6251 Setsuko
6251 Setsuko este un asteroid din centura principală de asteroizi.

## Descriere
6251 Setsuko este un asteroid din centura principală de asteroizi. A fost descoperit pe 25 februarie 1992 la Susono de Makio Akiyama și Toshimasa Furuta. Asteroidul prezintă o orbită caracterizată de o semiaxă mare de 2,30 ua, o excentricitate de 0,08 și o înclinație de 4,3° în raport cu ecliptica.